# Antonivka, Tarașcea
Antonivka (în ucraineană Антонівка) este un sat în comuna Koseakivka din raionul Tarașcea, regiunea Kiev, Ucraina.

## Demografie
Componența lingvistică a localității Antonivka
     Ucraineană (100%)
Conform recensământului din 2001, toată populația localității Antonivka era vorbitoare de ucraineană (100%).